# Teleogryllus fletcheri
Teleogryllus fletcheri är en insektsart som först beskrevs av Lucien Chopard 1935.  Teleogryllus fletcheri ingår i släktet Teleogryllus och familjen syrsor. Inga underarter finns listade i Catalogue of Life.